# Le Début de la fin (roman)
Pour les articles homonymes, voir Le Début de la fin.
Le Début de la fin (titre original : First Among Sequels) est un roman policier mêlant fantastique et science-fiction de l'auteur britannique Jasper Fforde, paru en 2007. C'est le cinquième tome des aventures de Thursday Next.
La traduction française est publiée à Paris en 2008.